# Vincenzo Amato
Vincenzo Amato (Ciminna, 5 de gener de 1629 - Palerm, 29 de juliol de 1670) fou un organista i compositor italià.
Va ser un dels protagonistes de la vida musical de Palerm en el canvi de la meitat del segle, juntament amb Giovanni Battista Fasolo a Monreale i a Palerm amb Bonaventura Rubino i Bonaventura Aliotti, amb els quals va ser un dels principals compositors de la música dedicada que va ressonar a les capelles de la ciutat i durant les celebracions a Santa Rosalia.
Su familia estaba conectada con las magníficas casas de Ventimiglia i Gambacurta. El seu germà petit, Paolo, fou el dissenyador Teatro marmoreo della marina (Palerm, 1682), fou un dels més grans arquitectes italians de l'època. La seva germana o cosina Eleonora fou la mare d'Alessandro Scarlatti; delegat pel sacerdot de la parròquia de Sant Antoni Abad de Palerm, Amato batejà les seves filles personalment. Passà tota la seva vida a Palerm. Entrant en el Seminario dei Chierici en l'adolescència, assolí el grau de teologia i prengué les ordes sacerdotals. Des de 1652 dirigí la música en l'església de Santa Maria del Carme i des de 1665 fins a la seva mort fou mestre de capella en la catedral.
Comissionat per la parròquia de Santa Maria del Carme per compondre sues Passions (una segons Sant Mateu, i l'altra segons Sant Joan). Aquestes no són Passions oratori sinó obres litúrgiques; els recitatius i cors falsobordone reemplacen el cant gregorià en les lectures de l'Evangeli. Aquestes Passions foren cantades en les capelles Sicilianes fins a mitjan segle xx. Segons estudis de Gary Bertini, hi va haver una representació a Laval (Mayenne), prop de Rennes (França), no gaire temps abans de la Revolució.
Tota la música que ha sobreviscut a Amato (salvat els últims arranjaments de les Passions) resta continguda en quatre manuscrits i dues col·leccions impreses del segle xvii descobertes en la Catedral de Malta, el 1979. Sembla que la música original de la Passió segons Sant Joan, d'Amato, fou arranjada durant els segles XVIII, XIX i XX, no sols per les variant de la mateixa, sinó també per partitures de les Passions segons Sant Mateu i Sant Marc. En aquests arranjaments la veu del tenor (Jesucrist) es reemplaçada per una veu greu i els cors falsobordone de quatre parts són substituïts per música d'altres compositors.
El recitatiu d'Amato és encara més simple que el de Carissimi però no menys concentrat i dramàtic i amb unes inflexions subtils com a embelliment breu de les paraules emotives, cromatismes melòdics i harmònics i expressives sèptimes de dominant.
Les arrels de l'escriptura de recitatius d'Scarlatti, com per exemple en l seva Passió segons Sant Joan, probablement poden trobar-se en aquestes obres. En la seva música polifònica, amb les seves harmonies intrèpides i modulacions i imaginària viscuda, Amato demostra haver sigut l'hereu digne de Bonaventura Rubino, el seu predecessor com a mestre de capella de la catedral i la més gran autoritat musical de Palerm durant les primers anys d'Amato.